# Rendez-fou
Rendez-fou ([randefů]) je jihlavská folková skupina založená v dubnu roku 2013. Rendez-fou je francouzský výraz hojně užívaný v Bretani a může se přeložit jako schůzka bláznů.
V roce 2016 vyhrála 50. ročník Porty v Řevnicích a soutěž Houpací kůň 25. ročníku festivalu Okolo Třeboně.  
V roce 2017 bylo jejich album Miniatury nominováno na cenu Anděl v kategorii folk.

## Členové
Osou skupiny Rendez-fou je kapelník a kytarista Honza Fous a zpěvačka Jana Lindl. Na rytmické nástroje oba doplňuje David Vacula.

## Tvorba
Rendez-fou kombinují folk, swing a šanson.

### AlbumMiniatury
Název alba je odvozen od délky písní, většina z nich je spíše kratších (průměrná délka skladby je 2,5 minuty). Nahrávání alba probíhalo ve studiu Sound24 Pepy Balcara a bylo vydáno u Jiřího Maška – Good Day Records. Ústřední motiv obalu je plastika od výtvarníka Pavla Čecha. Kapela na album vybírala celkem 50 000 Kč na platformě HitHit (vybralo se celkem 53 150 Kč, projekt skončil 22. 6. 2017).
Album bylo v roce 2017 nominováno na cenu Anděl v kategorii folk.

#### Skladby
1. Čokoláda (2:08)
2. Pýcha (2:47)
3. Chlapeček (3:43)
4. Zaprodané duše (1:54)
5. Ita Ti Mbi – Africká (2:35)
6. Plovárna (1:51)
7. Kočka (2:25)
8. Hadí kůže (2:02)
9. Budeš tam (2:59)
10. Pocitová (3:46)
11. Madam (2:13)
12. Kubánské doutníky (1:48)
13. Soudnost (2:09)
14. Pětačtyřicet (2:03)
15. Poetické ráno (2:14)
16. Tango (3:51)

## Historie kapely
Kapela Rendez-fou vznikla po zhruba dvouleté pauze jako alternativa k původní kapele Honzíkova cesta, jejíž členy byly Honza Fous (kytara, zpěv), Jana Lindl (roz. Havlová; příčná flétna, zpěv, občasná rytmika) a Bedřich Němeček (baskytara, technické zázemí). Honzíkova cesta vystoupila v České televizi v pořadu Na moll.

#### Alba kapely Honzíkova cesta
1. Pro děti od pěti (demo/2001)
2. Čas pro radost (demo/2003)
3. Letobludy (CD/2004)
4. …a mezi tím to někde je (CD/2008)